# Кейран Ли
Кейран Ли (англ. Keiran Lee), настоящее имя Адам Ли Дикса (англ. Adam Lee Diksa); род. 15 января 1984, Дерби, Великобритания) — британский порноактёр и порнорежиссёр.

## Биография
Родился 15 января 1984 года в городе Дерби, Великобритания. Рос в районе Литтловер города Дерби, учился в школе святого Бенедикта. Играл за футбольные команды «Littleover Dazzlers» и «Mickleover Sports». Работал в железнодорожной отрасли в качестве менеджера проекта на компанию «Network Rail».

### Карьера в порнофильмах
Снимался в порно с 18 лет. Некоторое время это было для него лишь подработкой. Став зарабатывать хорошие деньги, решил сосредоточиться на индустрии развлечений для взрослых и оставил предыдущую работу.
Дебютировал в «большом» порно в 2006 году в возрасте 22 лет.
В 2007 году выиграл награду UK Adult Film and Television Awards в номинации «Лучший актёр». В 2009 году номинирован на AVN Awards «Лучшая сцена иностранного производства». В 2010 году номинирован на две премии AVN Awards («Самая возмутительная сцена» и «Не воспетый мужской исполнитель года»). В 2011 году номинирован на AVN Awards «Мужской исполнитель года». В 2012 году номинирован на AVN Awards «Мужской исполнитель года» и две премии XBIZ Award («Crossover Star of the Year» и «Мужской исполнитель года»). В 2013 году номинирован на XRCO Award «Мужской исполнитель года», 4 премии AVN Awards («Лучшая анальная сцена», «Лучшая групповая сцена», «Лучшая сцена иностранного производства» и «Мужской исполнитель года») и 3 премии XBIZ Award («Best Scene — Vignette Release», «Crossover Star of the Year» и «Мужской исполнитель года»). В 2014 году номинирован на 2 премии XBIZ Award («Best Scene — Vignette Release» и «Мужской исполнитель года») и 5 премий AVN Awards («Лучший актёр», «Лучшая сцена парень/девушка», «Лучшая групповая сцена», «Лучшая сцена втроём: девушка/девушка/парень» и «Мужской исполнитель года»). В 2015 году номинирован на 3 премии AVN Awards («Мужской исполнитель года», «Лучшая групповая сцена» и «Награда болельщиков: любимый мужчина порнозвезда»), 4 премии XBIZ Award («Лучшая сцена — пародия», 2 номинации «Best Scene — Vignette Release» и «Мужской исполнитель года») и XRCO Award «Лучший режиссёр: вэб». В 2016 году выиграл премию AVN Awards «Награда болельщиков: любимый мужчина порнозвезда». Был номинирован на 5 премий AVN Awards («Лучшая групповая сцена», «Лучшая сцена парень/девушка», «Лучшая сцена втроём: парень/парень/девушка», «Награда болельщиков: звезда социальных медиа» и «Мужской исполнитель года») и 3 премии XBIZ Award (2 номинации «Best Scene — Vignette Release» и «Мужской исполнитель года»). В 2017 году номинирован на 4 премии AVN Awards («Лучшая анальная сцена», «Лучшая сцена втроём: девушка/девушка/парень», «Главная звезда года» и «Мужской исполнитель года») и XBIZ Award «Мужской исполнитель года». В 2018 году номинирован на 2 премии AVN Awards («Лучшая сцена втроём: девушка/девушка/парень» и «Мужской исполнитель года») и 2 премии XBIZ Award («Best Sex Scene — Vignette Release» и «Мужской исполнитель года»). В 2019 году номинирован на AVN Awards «Исполнитель года».
Его пенис впечатляюще большой и составляет в длину 24,2 сантиметра. Ли — первый человек в мире, который застраховал свой пенис на 1 миллион долларов. Страховка осуществлена через рынок Lloyd’s of London.
В 2016 году участвовал в реалити-шоу «Секс фактор» в качестве судьи.
Сотрудничает с такими студиями как Brazzers, Digital Playground и другими.
По состоянию на май 2018 года снялся в 1341 порнофильме.

## Личная жизнь

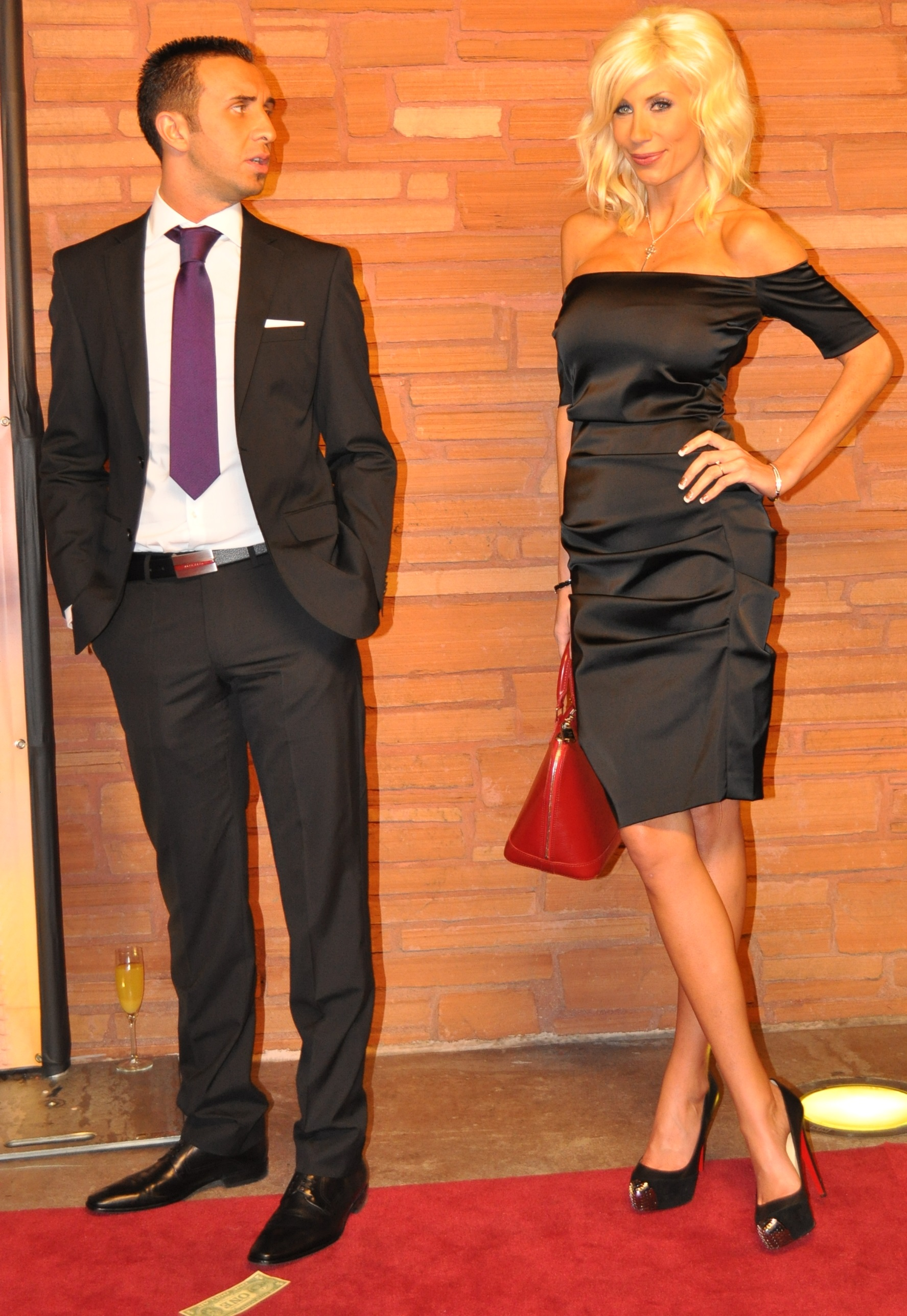
Кейран Ли с бывшей женой Пумой Свид на AVN Awards в 2011 году

По происхождению наполовину индус. 23 февраля 2009 года женился на шведской порноактрисе Пуме Свид. Впоследствии супруги развелись. В настоящее время женат на американской порноактрисе Кирстен Прайс. У пары трое детей. У семьи есть дом в городе Калабасас, штат Калифорния и в окрестностях Дерби.
Любит футбол. Болеет за английский клуб «Дерби Каунти» из своего родного города. Сам играет в футбол на любительском уровне за команду «Голливуд Юнайтед» голливудских звёзд, во время одной из встреч получил двойной перелом челюсти. Занимается боксом и йогой.

## Награды и номинации
| Год  | Премия                              | Номинация                                    | Фильм                          | Результат |
| ---- | ----------------------------------- | -------------------------------------------- | ------------------------------ | --------- |
| 2007 | UK Adult Film and Television Awards | Лучший актёр                                 |                                | Победа    |
| 2009 | AVN Awards                          | Лучшая сцена иностранного производства       | Nasty Intentions               | Номинация |
| 2010 | AVN Awards                          | Самая возмутительная сцена                   | Pervertz!                      | Номинация |
| 2010 | AVN Awards                          | Не воспетый исполнитель года                 |                                | Номинация |
| 2011 | AVN Awards                          | Исполнитель года                             |                                | Номинация |
| 2011 | Virtual Awards                      | Порнозвезда года                             |                                | Номинация |
| 2012 | AVN Awards                          | Исполнитель года                             |                                | Номинация |
| 2012 | RogReviews' Critics Choice Awards   | Лучший исполнитель                           |                                | Номинация |
| 2012 | XBIZ Award                          | Crossover Star of the Year                   |                                | Номинация |
| 2012 | XBIZ Award                          | Исполнитель года                             |                                | Номинация |
| 2013 | XRCO Award                          | Исполнитель года                             |                                | Номинация |
| 2013 | AVN Awards                          | Лучшая анальная сцена                        | Real Wife Stories: Asa Akira   | Номинация |
| 2013 | AVN Awards                          | Лучшая групповая сцена                       | Big Tits at Work 14            | Номинация |
| 2013 | AVN Awards                          | Лучшая сцена иностранного производства       | Brazzers Worldwide: Budapest 1 | Номинация |
| 2013 | AVN Awards                          | Исполнитель года                             |                                | Номинация |
| 2013 | Sex Awards                          | Hottest Adult Stud                           |                                | Номинация |
| 2013 | XBIZ Award                          | Best Scene — Vignette Release                | Big Tits in Sports 9           | Номинация |
| 2013 | XBIZ Award                          | Crossover Star of the Year                   |                                | Номинация |
| 2013 | XBIZ Award                          | Исполнитель года                             |                                | Номинация |
| 2014 | XBIZ Award                          | Исполнитель года                             |                                | Номинация |
| 2014 | XBIZ Award                          | Best Scene — Vignette Release                | Mommy Got Boobs 16             | Номинация |
| 2014 | AVN Awards                          | Лучший актёр                                 | To Live and Fuck in LA         | Номинация |
| 2014 | AVN Awards                          | Лучшая сцена парень/девушка                  | To Live and Fuck in LA         | Номинация |
| 2014 | AVN Awards                          | Лучшая групповая сцена                       | Big Tits at Work 19            | Номинация |
| 2014 | AVN Awards                          | Лучшая сцена втроём: девушка/девушка/парень  | To Live and Fuck in LA         | Номинация |
| 2014 | AVN Awards                          | Исполнитель года                             |                                | Номинация |
| 2015 | AVN Awards                          | Исполнитель года                             |                                | Номинация |
| 2015 | AVN Awards                          | Лучшая групповая сцена                       | Baby Got Boobs 14              | Номинация |
| 2015 | AVN Awards                          | Награда болельщиков: любимая порнозвезда     |                                | Номинация |
| 2015 | XBIZ Award                          | Лучшая сцена — пародийный релиз              | Whore Of Wall Street           | Номинация |
| 2015 | XBIZ Award                          | Best Scene — Vignette Release                | Pornstars Like It Big 18       | Номинация |
| 2015 | XBIZ Award                          | Best Scene — Vignette Release                | Pornstars Like It Big 20       | Номинация |
| 2015 | XBIZ Award                          | Исполнитель года                             |                                | Номинация |
| 2015 | XRCO Award                          | Лучший режиссёр: вэб                         |                                | Номинация |
| 2016 | AVN Awards                          | Лучшая сцена парень/девушка                  | Flesh                          | Номинация |
| 2016 | AVN Awards                          | Лучшая групповая сцена                       | Flesh                          | Номинация |
| 2016 | AVN Awards                          | Лучшая сцена втроём: парень/парень/девушка   | Virgin                         | Номинация |
| 2016 | AVN Awards                          | Награда болельщиков: любимая порнозвезда     |                                | Победа    |
| 2016 | AVN Awards                          | Награда болельщиков: звезда социальных медиа |                                | Номинация |
| 2016 | AVN Awards                          | Исполнитель года                             |                                | Номинация |
| 2016 | XBIZ Award                          | Best Scene — Vignette Release                | Baby Got Boobs 16              | Номинация |
| 2016 | XBIZ Award                          | Best Scene — Vignette Release                | Asspirations                   | Номинация |
| 2016 | XBIZ Award                          | Исполнитель года                             |                                | Номинация |
| 2017 | AVN Awards                          | Лучшая анальная сцена                        | In The Ass, At Last            | Номинация |
| 2017 | AVN Awards                          | Лучшая сцена втроём: девушка/девушка/парень  | Sibling Rivalry 1              | Номинация |
| 2017 | AVN Awards                          | Главная звезда года                          |                                | Номинация |
| 2017 | AVN Awards                          | Исполнитель года                             |                                | Номинация |
| 2017 | XBIZ Award                          | Исполнитель года                             |                                | Номинация |
| 2018 | AVN Awards                          | Лучшая сцена втроём: девушка/девушка/парень  | Prison Sluts                   | Номинация |
| 2018 | AVN Awards                          | Исполнитель года                             |                                | Номинация |
| 2018 | XBIZ Award                          | Best Sex Scene — Vignette Release            | Teen Swap                      | Номинация |
| 2018 | XBIZ Award                          | Исполнитель года                             |                                | Номинация |
| 2018 | XCritic Awards                      | Исполнитель года                             |                                | Номинация |
| 2018 | XCritic Awards                      | Social Media King                            |                                | Номинация |
| 2019 | AVN Awards                          | Исполнитель года                             |                                | Номинация |